# Nati nel 1463
| Questa pagina contiene informazioni ricavate automaticamente dalle voci biografiche con l'ausilio del template Bio e di un bot. L'aggiornamento è periodico e automatico e ricostruisce completamente la pagina. Se manca una persona in questa lista, sei pregato di non aggiungerla, ma accertati piuttosto che la sua voce biografica contenga il template Bio e che i dati anagrafici siano correttamente compilati. Se il template Bio manca, inseriscilo tu stesso o, in alternativa, metti l'avviso {{tmp\|Bio}} che ne segnala la mancanza. Se i dati riportati sono sbagliati, correggi direttamente la voce biografica; le modifiche saranno visibili in questa lista entro pochi giorni. Per chiarimenti vedi il progetto biografie. La lista contiene solo le 29 persone che sono citate nell'enciclopedia e per le quali è stato implementato correttamente il template Bio. Pagina aggiornata al 13 gen 2025. |

- 17 gennaio - Antonio Duprat, arcivescovo cattolico e cardinale francese († 1535)
- 17 gennaio - Federico il Saggio, nobile († 1525)
- 22 febbraio - Bernardino Gadolo, religioso e letterato italiano († 1499)
- 24 febbraio - Giovanni Pico della Mirandola, umanista e filosofo italiano († 1494)
- 3 marzo - Paola Gambara Costa, nobildonna e beata italiana († 1515)
- 21 maggio - Shimazu Tadamasa, militare giapponese († 1508)
- 29 maggio - Roberto Pucci, cardinale italiano († 1547)
- 24 giugno - Enrico IV di Brunswick-Lüneburg, nobile tedesco († 1514)
- 4 agosto - Lorenzo il Popolano, banchiere, politico e ambasciatore italiano († 1503)
- 3 settembre - Francesco Pucci, umanista italiano († 1512)
- 29 settembre - Luigi I di Löwenstein, conte († 1523)
- 20 ottobre - Alessandro Achillini, anatomista e filosofo italiano († 1512)
- 29 novembre - Andrea della Valle, cardinale e vescovo cattolico italiano († 1534)
- 25 dicembre - Giovanni di Schwarzenberg-Hohenlandsberg, nobile tedesco († 1528)
- Simone Arrigoni, politico italiano († 1507)
- Aynişah Sultan, principessa ottomana († 1514)
- Biagio da Cesena, presbitero e notaio italiano († 1544)
- Niccolò Bonafede, vescovo cattolico e condottiero italiano († 1534)
- Elio Lampridio Cerva, poeta, umanista e lessicografo dalmata († 1520)
- Pietro Iacopo De Jennaro, letterato e nobile italiano († 1508)
- Sisto Locatelli, religioso italiano († 1533)
- Maria Lorenza Longo, religiosa spagnola († 1539)
- Luigi di Brézé, nobile francese († 1531)
- Margherita di Lorena, principessa francese († 1521)
- Musa Muslihuddin, mistico e medico turco († 1552)
- Bernardo Ventimiglia, politico italiano († 1497)
- Giovanna da Montefeltro, nobildonna italiana († 1513)
- Caterina de' Pazzi, religiosa e beata italiana († 1490)
- Francesco del Tasso, intagliatore e scultore italiano († 1519)